# Eleodoro Barrientos
Eleodoro Barrientos es un exfutbolista profesional chileno que se desempeñaba como lateral derecho. Se formó deportivamente en Universidad Católica, donde festejó los títulos de Primera División 1961 y 1966.

## Trayectoria
En Universidad Católica, Barrientos compartió con jugadores como Néstor Isella, Hugo Cicamois, Fernando Ibáñez, Osvaldo Pesce, Esteban Varas, Freddy León, Mario Aguilar, Juan Herrera, Juan Barrales, Armando Tobar y Julio Gallardo. El 6 de septiembre de 1959, tuvo un notable desempeño en el triunfo por 4:2 sobre Colo-Colo, siendo destacado junto a compañeros como Jorge Luco, la figura del partido, y Alberto Fouillioux.
En la campaña del torneo de Primera División 1961, Barrientos disputó 12 partidos, entre ellos uno trascendental. El 5 de enero de 1962, jugó el Clásico Universitario que definió el título de la temporada anterior.
En la temporada 1966, en la cual volvió a consagrarse campeón, estuvo presente en 31 encuentros. Durante la década del 60, también alternó en el equipo reserva, siendo parte del tetracampeonato de su equipo en esa categoría entre 1964 y 1967.
En el ámbito internacional, fue titular en instancias relevantes, como la semifinal de Copa Libertadores 1962 frente a Santos.

## Palmarés

### Torneos nacionales de reservas
| Título             | Equipo               | País  | Año  |
| ------------------ | -------------------- | ----- | ---- |
| Torneo de Reservas | Universidad Católica | Chile | 1964 |
| Torneo de Reservas | Universidad Católica | Chile | 1965 |

### Torneos nacionales
| Título           | Club                 | País  | Año  |
| ---------------- | -------------------- | ----- | ---- |
| Primera División | Universidad Católica | Chile | 1961 |
| Primera División | Universidad Católica | Chile | 1966 |